# Pamela Tiffin
Pour les articles homonymes, voir Tiffin.
Pamela Tiffin Wonso, née le 13 octobre 1942 à Oklahoma City (Oklahoma) et morte le 2 décembre 2020 à Manhattan, est une actrice américaine.

## Biographie
Alors qu'elle n'est qu'une adolescente, Pamela, qui vit à Chicago, commence sa carrière de mannequin en se faisant remarquer par le magazine féminin Vogue.
En 1961, le producteur Hal B. Wallis l'intègre dans le casting du film Summer and Smoke, puis dans la même année, elle joue dans le film Un, deux, trois, un film produit et réalisé par Billy Wilder. Pamela Tiffin est nommée 2 fois pour ces deux films au Golden Globe. Plus tard, elle joue dans des comédies romantiques, comme The Pleasure Seekers (1964), For Those Who Think Young (1964) et Harper (1966), un film avec Paul Newman. Dans le milieu des années 1960, pendant des vacances à Rome, elle décide d'habiter en Italie et tourne dans plusieurs films, tels que Straziami, ma di baci saziami, de Dino Risi. En 1974, elle laisse tomber sa carrière artistique pour se consacrer à sa famille.
Elle s'est mariée deux fois : avec Clay Felker en 1962, dont elle divorce sept ans plus tard, en 1969, et avec Edmondo Damon en 1974, dont elle a deux enfants, Echo et Aurora.
Pamela Tiffin meurt le 2 décembre 2020 à Manhattan à l'âge de 78 ans.

## Filmographie partielle
- 1961 : Été et Fumées (Summer and Smoke) de Peter Glenville
- 1961 : Un, deux, trois (One, Two, Three) de Billy Wilder
- 1963 : Les Filles de l'air (Come Fly with Me) de Henry Levin
- 1964 : Pleins phares (The Lively Set) de Jack Arnold
- 1965 :  Sur la piste de la grande caravane (The Hallelujah Trail) de John Sturges
- 1966 :  Détective privé (Harper) de Jack Smight
- 1966 : Rapt à Damas (Delitto quasi perfetto) de Mario Camerini
- 1968 : Fais-moi très mal mais couvre-moi de baisers (Straziami, ma di baci saziami), de Dino Risi
- 1968 : Les Protagonistes (I protagonisti) de Marcello Fondato
- 1971 : Journée noire pour un bélier (Giornata nera per l'ariete) de Luigi Bazzoni
- 1971 : Comment épouser une Suédoise (Il vichingo venuto dal sud) de Steno
- 1971 : Comment entrer dans la mafia (Cose di Cosa Nostra) de Steno
- 1974 : Brigitte, Laura, Ursula, Monica, Raquel, Litz, Maria, Florinda, Barbara, Claudia e Sofia, le chiamo tutte "anima mia" de Mauro Ivaldi
- 1993 : La Classe américaine de Michel Hazanavicius et Dominique Mézerette